# Cor Dekker
Cor Dekker (IJmuiden, 2 oktober 1948 – Santpoort-Noord, 26 oktober 2005) was een Nederlands basgitarist.
Dekker speelde aanvankelijk bij The Hottletts, maar werd vooral bekend als bassist van de symfonische rockgroep Ekseption, waarvan hij van 1968 tot 1978 deel uitmaakte. Rick van der Linden haalde Dekker naar Trace voor het album The White Ladies (1976).
Na zijn Ekseption-periode raakte Dekker verslaafd aan heroïne. Later werd hij naast gebruiker ook dealer van deze harddrug. Hij werd veroordeeld, maar werd in september 2005 vrijgelaten uit gevangenschap wegens zijn verslechterende gezondheidstoestand. Dekker overleed zes weken later op 57-jarige leeftijd in zijn woonplaats Santpoort-Noord aan complicaties die hij had opgelopen ten gevolge van blaaskanker. Hij werd op 1 november begraven.
Dekker was bevriend met Helen Shepherd van The Shepherds. 